# Axis: Bold as Love
Axis: Bold As Love (с англ. — «Ось: дерзкий как любовь») — второй альбом группы «The Jimi Hendrix Experience», выпущенный в конце 1967 года.

## Об альбоме
Хотя этот альбом находится в тени успеха предыдущего и следующего альбомов, его звучание может считаться увереннее и качественнее, чем на дебютном альбоме. Запись была сделана под давлением условий контракта, по которому группа должна была записать два альбома в 1967 году.
В течение записи этого альбома был выпущен четвёртый сингл — «Burning of the Midnight Lamp»/«Stars That Play With Laughing Sam’s Dice», но он не повторил успеха предыдущих синглов и достиг лишь 18-го места в Великобритании. Сингл не был выпущен в США, но вошёл в американскую версию следующего альбома. «Up from the Skies» — ещё один неудачный сингл с этого альбома, Хендрикс позже сказал, что ему вообще не нравился выпуск песен синглами, и он предпочитал выражать свои идеи с помощью полноценных альбомов.
Многие песни с альбома были сочинены под студийные технологии и редко исполнялись на концертах. Только «Spanish Castle Magic» и «Little Wing» регулярно присутствовали в живых выступлениях. «Spanish Castle Magic» названа в честь известного джаз-клуба.
В Великобритании альбом добрался до 5-й строчки хит-парада, а в США — до 3-й.

### Little Wing
«Little Wing» стала одной из самых известных песен Джими, её версии исполняли многие музыканты. Наиболее известные каверы «Little Wing» сделали Эрик Клэптон с группой «Derek and the Dominos» и Стиви Рэй Вон. На оригинальной записи Хендрикс играет эту песню через усилитель «Leslie», который обычно использовался с электроорга́ном. На более поздних записях и на концертах Хендрикс использовал педаль эффектов «Univibe», чтобы получить звук, похожий на звучание через усилитель «Leslie».
«Little Wing» — это имя ангела-хранителя Хендрикса (как и «Waterfall» (водопад), который упоминается в песне «May this Be Love» на первом альбоме).

### Bold as Love
Заглавная композиция «Bold as Love» считается первой записью, в которой был использован стереофланжер (flanger). Этот эффект можно услышать в завершающей части композиции. The Beatles незадолго до этого активно использовали монофланжер на альбоме Magical Mystery Tour.

### Little Miss Lover
В песне «Little Miss Lover» впервые был использован технический приём, когда гитарист играет на приглушённых струнах ритм и использует педаль «вау-вау». Этот приём позже использовали многие гитаристы (например, в известной песне Айзека Хейза «Theme from Shaft»). Также эта песня примечательна тем, что стала прародителем фанк-рока, идею которого Хендрикс потом развил.

## Список композиций
| 1. «EXP»                  | 1:55 |
| 2. «Up from the Skies»    | 2:55 |
| 3. «Spanish Castle Magic» | 3:00 |
| 4. «Wait Until Tomorrow»  | 3:00 |
| 5. «Ain’t No Telling»     | 1:46 |
| 6. «Little Wing»          | 2:24 |
| 7. «If 6 Was 9»           | 5:32 |
| 8. «You Got Me Floatin'»  | 2:45 |
| 9. «Castles Made of Sand» | 2:46 |
| 10. «She’s So Fine»       | 2:37 |
| 11. «One Rainy Wish»      | 3:40 |
| 12. «Little Miss Lover»   | 2:20 |
| 13. «Bold as Love»        | 4:09 |

Все песни, кроме «She’s So Fine» написаны Джими Хендриксом, автор «She’s So Fine» — Ноэл Рединг.

## Участники записи
- Джими Хендрикс — гитара, вокал, флейта, голос Пола Карузо на «EXP»
- Ноэл Рединг — бас-гитара, вокал
- Митч Митчел — ударные, глокеншпиль, вокал, голос репортёра на «EXP»
- Тревор Бёртон, Гэри Лидз, Грэм Нэш, Рой Вуд, Чес Чендлер — приглашённые вокалисты

Технический персонал
- Эдди Крамер, Тэрри Браун — звукоинженеры
- Эдди Крамер, Джордж Марино, Джо Гаствирт — ремастеринг
- Чез Чендлер — продюсер
- Дэвид Кинг — дизайн обложки
- Линда Маккартни, Брюс Флеминг, Эдди Крамер, Джеред Манковиц, Рон Рафаэлли, Лени Синклер, Дэвид Сигал — фотография